# Kirchschlag bei Linz
Kirchschlag bei Linz est une commune autrichienne du district d'Urfahr-Umgebung en Haute-Autriche.